# 梅乾 (食品)
梅乾 (メイカン)とは、（台湾などの）客家の保存食で、梅の実を乾したもののこと。
日本の「梅干し」は湿った状態（濡れたような状態）で保存するものが一般的であるが、それに対して梅乾はよく乾燥させて保存する。
料理に使う時には、あらかじめ水で戻し、柔らかくしてから使う。料理に混ぜることで梅独特の酸味や清涼感を与えることができる。戻し汁も美味しいので料理などに使うことができる。